# Sebastian Bayer
Sebastian Bayer (* 11. Juni 1986 in Aachen) ist ein ehemaliger deutscher Weitspringer. Er war 2012 Europameister sowie 2009 und 2011 Halleneuropameister. Seit 2019 trainiert Bayer die HSV-Sprinter Owen Ansah und Lucas Ansah-Peprah.

## Biografie
Bayer wurde Bürokaufmann. Er begann mit der Leichtathletik bei der DJK Rasensport Aachen-Brand. Danach startete er für Alemannia Aachen, LG Euregio, SC Neubrandenburg, von 2005 bis 2008 für TSV Bayer 04 Leverkusen und dann das Bremer LT. Zur Saison 2010 wechselte er zum Hamburger SV. Er war Sportsoldat. Er war von 2007 bis 2013 mit der Hürdensprinterin Carolin Nytra liiert. Er ist 1,89 m groß und hatte ein Wettkampfgewicht von 77 kg.
Bayer wurde 2004 im Weitsprung Jugend-Vizemeister und 2005 U20-Vizeeuropameister. Er errang 2006 den ersten Deutschen Meistertitel im Erwachsenenbereich. Bei den Europameisterschaften in Göteborg scheiterte er in der Qualifikation.

2007 wurde er Deutscher Vizemeister in der Halle, und 2008 siegte er bei den Deutschen Meisterschaften mit persönlicher Freiluftbestleistung von 8,15 m. Er qualifizierte er sich für die Olympischen Spiele 2008 in Peking, schied dort in der Qualifikation aus.
Mit dem Gewinn der Halleneuropameisterschaften im März 2009 in Turin gelang ihm ein  internationaler Erfolg. Er erzielte mit 8,71 m,   europäischen Hallenrekord, (zuvor Yago Lamela mit 8,56 m, hinter Carl Lewis (8,79 m) Rang 2 der ewigen Hallenweltbestenliste). Bayer hat mit seinem Sprung die nationale Freiluft-Bestleistung (8,54 m) von Lutz Dombrowski deutlich übertroffen. Aufkommende Fragen über einen möglichen Messfehler bei Bayers Europarekord wurden durch den Mainzer Helmar Hommel entkräftet, der einst eine bewusste Fehlentscheidung von Kampfrichtern bei den Weltmeisterschaften in Rom 1987 zugunsten des italienischen Weitspringers Giovanni Evangelisti aufgedeckt hatte. Es sei anhand seiner Computerauswertung von Bayers Sprung „nachvollziehbar, dass die Weite in etwa stimmt“, wird Hommel zitiert.
Bei den Deutschen Meisterschaften verbesserte Bayer 2009 in Ulm seine Freiluftbestleistung auf 8,49 m, (Qualifikation für die Leichtathletik-Weltmeisterschaften 2009). Er schob sich damit auf Position zwei der ewigen nationalen Freiluftbestenliste vor. Bei den Weltmeisterschaften schied er aufgrund einer Fußverletzung bereits in der Qualifikation aus.

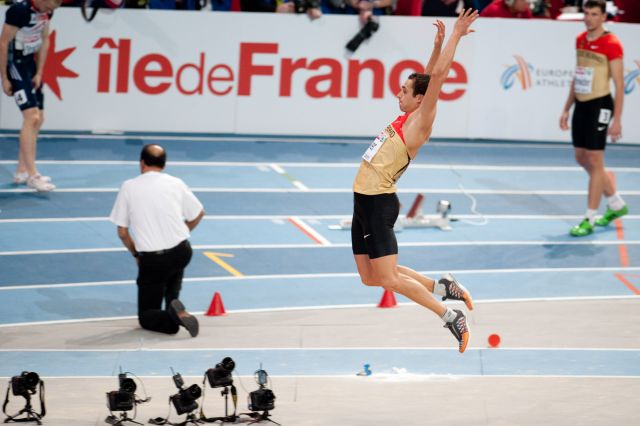
Bayer bei den Halleneuropameisterschaften 2011

In Paris konnte Bayer 2011 seinen Halleneuropameisterschaftstitel mit 8,16 m verteidigen. Bei den Weltmeisterschaften in Daegu kam er auf Platz acht.
2012 gewann er zum fünften Mal die Deutsche Meisterschaft. Bei den Europameisterschaften in Helsinki wurde Bayer mit einer Weite von 8,34 m Europameister. Bei den Olympischen Spielen in London, die im selben Jahr in London stattfanden, wurde er Fünfter. Bei den Weltmeisterschaften 2013 in Moskau kam er auf Platz neun.
Er wurde 2009 als Bremer Sportler des Jahres ausgezeichnet. 2014 erhielt er den Commander’s Coin für seine sportlichen Erfolge. Von 2014 bis 2016 war Sebastian Bayer Hauptdarsteller in Dokumentarfilm „Die Norm – ist dabei sein wirklich alles?“, bei dem fünf Spitzensportler aus unterschiedlichsten Sportarten 20 Monate lang hautnah auf ihrem Weg zu den Olympischen Sommerspielen 2016 in Rio de Janeiro begleitet wurden.
Im Januar 2018 gab Bayer wegen fortgesetzter Knieprobleme sein Karriereende bekannt.
Bayer  trainiert seit 2019 die beiden HSV-Sprinter Owen Ansah und Lucas Ansah-Peprah. Vom Februar 2019 bis 2020 übernahm er das Amt des Koordinators Leistungssport Leichtathletik beim HSV. Im Februar 2020 wurde er Landestrainer Leistungssport beim Hamburger Leichtathletik-Verband. Seit 2021 ist er Bundestrainer 100 m Hürden beim Deutschen-Leichtathletik-Verband.
Privat lebt er mit seiner Freundin in Mannheim und ist Vater von zwei Kindern.

## Erfolge
Persönliche Bestleistungen
- Freiluft: 8,49 m am 4. Juli 2009 in  Ulm
- Halle: 8,71 m am 8. März 2009 in  Turin

### National
- Deutscher U20-Meister 2003 und 2004
- Deutscher U20-Hallenmeister 2004 und 2005
- Zweiter Hallenmeisterschaften 2007, Deutscher Hallenmeister 2009, 2011 und 2012
- Deutscher Meister 2006, 2008, 2009, 2011 und 2012, Zweiter 2013

### International
- Zweiter U20-Europameisterschaften 2005
- Halleneuropameister 2009 und 2011
- Achter der Weltmeisterschaften 2011, Neunter 2013
- Europameister 2012
- Fünfter der Olympischen Spiele 2012